# 植村俊平

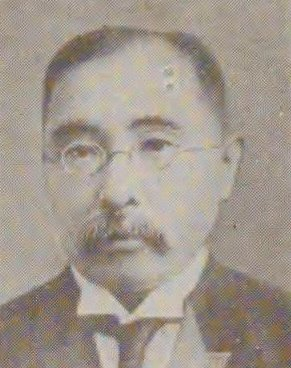
植村俊平

植村 俊平（うえむら しゅんぺい、1863年11月29日 (文久3年10月19日) - 1941年（昭和16年）11月19日）は、日本の政治家。大阪市長。

## 来歴・人物
山口県士族・植村島之丞の二男として生まれる。成立学舎などを経て、大学予備門、1886年（明治19年）7月東京大学法学部首席卒業。翌年には助教授。イギリスに留学し、法廷弁護士の称号を得て帰国。1892年（明治25年）、代言人（弁護士）に。英吉利法律学校（のちの中央大学）などで講義する。その後、日本銀行文書局長時代には、日本銀行幹部ストライキ事件に連座して免職させられた。このストライキで中上川彦次郎も介入したため、中上川と対立して三井を辞めていた岩下清周（三井銀行大阪支店長、慶應・一橋中退、三菱商業学校出身）が、東大出身の日銀幹部らを住友本店に呼び寄せたとされ、植村もその斡旋で住友入りした。住友では支配役に、1902年に九州鉄道会社支配人となり、その後鉄道庁理事などを歴任。
1909年（明治42年）12月に辞任した山下重威の次の市長の選考は難航し、辞任8ヶ月の1910年（明治43年）8月8日に第四代目大阪市長に就任する。
鉄道事業に関する知識に長けていたため、その得意の知識をいかし、市電の整備につくすが1912年（明治45年）1月に発生した「南の大火」の焼け跡に市電を通すことに関し、大阪瓦斯と対立、当時の大阪府知事犬塚勝太郎が大阪瓦斯側に立ったため、同年7月25日に辞任。市民も市会も再任の要望が出たが、固辞したため、またまた市長選考が難航することになった。
1913年（大正2年）、大阪株式取引所理事長、1916年（大正5年）には王子電気軌道社長に就任した。1941年（昭和16年）11月19日死去。享年78。墓所は多磨霊園。
妻の多栄は岡村輝彦の妹。長男に理学士の植村琢（妻は赤星陸治長女）。長女は安井英二に、三女は東栄二に嫁いだ。